# 阿萨尔·伦隆德
阿萨尔·伦隆德（瑞典語：Assar Rönnlund，1935年9月3日—2011年1月5日），瑞典男子越野滑雪运动员。他曾代表瑞典参加1960年、1964年和1968年冬季奥林匹克运动会越野滑雪比赛，共获得一枚金牌和二枚银牌。